# 行星V
行星V是一颗由美国国家航空航天局的科学家约翰·钱伯斯和杰克·利斯奧爾假设存在于火星和小行星带之间的行星。他们在2002年3月11日至15日之间举办的第33届月球与行星科学大会上提出了这个假说。
他们认为，40亿年前有一颗类地行星沿着一个离心率较高且不稳定的轨道围绕太阳运行。他们把这颗行星命名为行星V，并且认为这颗行星的消失和冥古宙的后期重轰炸期有关。

## 假说
行星V假设认为，行星形成时代产生了5颗类地行星。行星V一开始位于火星和小行星带之间的低离心率轨道上运行，半长轴在1.8至1.9AU之间。虽然寿命很长，但在6亿年的尺度上不稳定。最终，其他内行星的扰动使行星V进入了高离心率轨道，越过了内小行星带。与行星V近距离相遇后，小行星被抛到穿越火星轨道和轨道共振的位置上，很多穿越了地球轨道，暂时提高了月球受撞击率。这过程一直持续到行星V消失，可能是在进入ν6长期共振后撞击了太阳。

## 测试与结果
作为对假说的初步测试，钱伯斯和利斯奧爾进行了36次计算机模拟，使用各种参数确定行星V的初始轨道和质量对太阳系的影响。结果发现，当行星V的初始半长轴从1.8AU增加到1.9AU时，行星V消失的平均时间从1亿年增加到4亿年。在质量为0.25倍火星的情形下，与当前太阳系一致的结果最常见；质量较大的行星V往往会导致行星间碰撞。总的来说，有三分之一的模拟可认为是成功的：行星V移动而没有撞到别的行星。对月球撞击率的测试增加了测试粒子，行星V进入内小行星带后，地球交叉轨道上的粒子数下降后又增加，这种模式与LHB一致。这些结果在第33届月球与行星科学大会上做了介绍.
钱伯斯发表在《伊卡洛斯》（2007）的文章中，报告了96次模拟结果。在四分之一的模拟中，行星V被抛出太阳系或撞击太阳，没有与其他内行星碰撞。行星V的质量小于火星的0.25倍时这种情形最常见。其他模拟则不成功，行星V或者经历10亿年幸存下来，或者与内行星发生了碰撞。
Ramon Brasser、Alessandro Morbidelli (2011)对行星V假说进行了研究，他们计算出，要产生LHB的撞击，行星V必须清除95%的轰炸前主小行星带或98%的内小行星带（半长轴小于2.5AU）。研究发现，要使质量为0.5倍火星的行星V清除95%的主小行星带，要在穿越整个小行星带的轨道上停留3亿年，这不见于任何模拟；行星V通常会进入穿越地球的轨道，因此之前的动态寿命很短。在百分之几的模拟中，行星V在小行星带停留的时间足够长，产生了LHB；但从内小行星带产生LHB需要其初始质量是其他小行星带的4–13倍、轨道密度是10–24倍。
Brasser & Morbidelli还研究了行星V扰乱类地行星之间的假想小行星带而导致LHB的假说。作者指出，由于目前没有观测到其残余，对假说造成了很大限制，要求小行星带在行星V之前就耗尽了99.99%。虽然在金星-地球带的模拟中有66%符合目前的太阳系情况，但在地球-火星带的模拟中，稳定性较高以至不存在这种情况。Morbidelli & Brasser总结说，地球-火星带不太可能包含大量星群。行星V虽然可通过破坏大质量的金星-地球带单独产生LHB，但行星形成模型中没有产生这些带的显著差异。

## 替代版本
最近有人提出，行星V撞击了火星，形成了北半球盆地，作为晚期重轰炸期的一种解释。这种撞击碎片的大小分布与小行星带不同，大天体的比例较小，因此巨型撞击盆地的数量相对于陨石坑的数量较少。